# Campionato Sammarinese 2024-2025
Il Campionato Sammarinese 2024-2025 è stata la 40ª edizione del campionato di calcio di San Marino, iniziato il 30 agosto 2024 e terminato il 27 aprile 2025. La Virtus ha vinto il campionato per la seconda volta consecutiva.

## Stagione

### Formula
Il campionato si divide in due fasi: nella prima fase, le 16 squadre partecipanti si affrontano in un unico girone in gare di andata e ritorno, per un totale di 30 giornate. Le prime 11 squadre vengono ammesse alla fase finale, mentre la prima classificata sarà decretata campione di San Marino. La fase finale prevede un turno preliminare nel quale le squadre classificate dalla 8ª alla 11ª posizione si sfidano in gara secca per decretare chi passerà ai quarti di finale. Le prime sei classificate accedono direttamente ai quarti di finale. La fase a eliminazione diretta prevede gare di andata e ritorno, ad eccezione di finale 3º-4º posto e 1º-2º posto.

## Le squadre
Nel Campionato Sammarinese 2024-2025 giocano tutte le sedici squadre di calcio sammarinesi.

Le squadre presenti in campionato sono:
| Squadra                | Castello            |
| ---------------------- | ------------------- |
| Cailungo               | Borgo Maggiore      |
| Cosmos                 | Serravalle          |
| Domagnano              | Domagnano           |
| Faetano                | Faetano             |
| Fiorentino             | Fiorentino          |
| Folgore                | Serravalle          |
| Juvenes/Dogana         | Serravalle          |
| La Fiorita             | Montegiardino       |
| Libertas               | Borgo Maggiore      |
| Murata                 | Città di San Marino |
| Pennarossa             | Chiesanuova         |
| San Giovanni           | Borgo Maggiore      |
| San Marino Academy U22 | Città di San Marino |
| Tre Fiori              | Fiorentino          |
| Tre Penne              | Città di San Marino |
| Virtus                 | Acquaviva           |

## Allenatori
| Squadra                | Allenatore                                                                 |
| ---------------------- | -------------------------------------------------------------------------- |
| Cailungo               | Roberto Sarti                                                              |
| Cosmos                 | Omar Lepri (1ª-15ª) Andy Selva (16ª-30ª)                                   |
| Domagnano              | Paolo Rossi                                                                |
| Faetano                | Adrián Ricchiuti                                                           |
| Fiorentino             | Leonardo Acori (1ª-5ª) Paolo Tarini (6ª-27ª) Fabrizio Costantini (28ª-30ª) |
| Folgore/Falciano       | Oscar Lasagni                                                              |
| Juvenes/Dogana         | Achille Fabbri                                                             |
| La Fiorita             | Stefano Ceci                                                               |
| Libertas               | Floriano Sperindio                                                         |
| Murata                 | Sergio Grassi                                                              |
| Pennarossa             | Filippo Dolci                                                              |
| San Giovanni           | Marco Tognacci                                                             |
| San Marino Academy U22 | Matteo Cecchetti                                                           |
| Tre Fiori              | Danilo Girolomoni                                                          |
| Tre Penne              | Nicola Berardi                                                             |
| Virtus                 | Luigi Bizzotto                                                             |

## Stagione regolare

### Classifica finale
|  | Pos. | Squadra                | Pt | G  | V  | N  | P  | GF | GS | DR  |
|  | ---- | ---------------------- | -- | -- | -- | -- | -- | -- | -- | --- |
|  | 1.   | Virtus                 | 77 | 30 | 24 | 5  | 1  | 66 | 18 | +48 |
|  | 2.   | La Fiorita             | 73 | 30 | 22 | 7  | 1  | 74 | 19 | +55 |
|  | 3.   | Tre Fiori              | 56 | 30 | 17 | 5  | 8  | 61 | 28 | +33 |
|  | 4.   | Folgore                | 53 | 30 | 15 | 8  | 7  | 41 | 31 | +10 |
|  | 5.   | Cosmos                 | 50 | 30 | 14 | 8  | 8  | 61 | 36 | +25 |
|  | 6.   | Tre Penne              | 49 | 30 | 12 | 13 | 5  | 48 | 33 | +15 |
|  | 7.   | San Giovanni           | 49 | 30 | 13 | 10 | 7  | 58 | 37 | +21 |
|  | 8.   | Fiorentino             | 45 | 30 | 13 | 6  | 11 | 33 | 34 | -1  |
|  | 9.   | Murata                 | 39 | 30 | 11 | 6  | 13 | 33 | 33 | 0   |
|  | 10.  | Faetano                | 31 | 30 | 9  | 4  | 17 | 32 | 62 | -30 |
|  | 11.  | Juvenes/Dogana         | 30 | 30 | 8  | 6  | 16 | 24 | 35 | -11 |
|  | 12.  | Domagnano              | 29 | 30 | 6  | 11 | 13 | 29 | 44 | -15 |
|  | 13.  | Libertas               | 26 | 30 | 6  | 8  | 16 | 29 | 60 | -31 |
|  | 14.  | Cailungo               | 23 | 30 | 6  | 5  | 19 | 35 | 66 | -31 |
|  | 15.  | Pennarossa             | 17 | 30 | 3  | 8  | 19 | 26 | 76 | -50 |
|  | 16.  | San Marino Academy U22 | 16 | 30 | 4  | 4  | 22 | 30 | 68 | -38 |

      Campione di San Marino e ammessa al primo turno di qualificazione di UEFA Champions League 2025-2026.
      Ammesse al primo turno di qualificazione UEFA Europa Conference League 2025-2026.
      Ammesse alla Fase finale
      Ammesse al Turno preliminare

## Turno preliminare
In caso di parità dopo i tempi supplementari passa il turno la squadra meglio classificata durante la stagione regolare.
|            | Risultati |                | Luogo e data               |
| ---------- | --------- | -------------- | -------------------------- |
| Fiorentino | 1-1       | Juvenes/Dogana | Dogana, 30 aprile 2025     |
| Murata     | 0-1       | Faetano        | Montecchio, 30 aprile 2025 |
|            |           |                |                            |

## Fase finale

### Quarti di finale
|              | Risultati |              | Luogo e data              |
| ------------ | --------- | ------------ | ------------------------- |
| Tre Penne    | 1-1       | Cosmos       | Dogana, 3 maggio 2025     |
| Cosmos       | 1-0       | Tre Penne    | Montecchio, 6 maggio 2025 |
|              |           |              |                           |
| Folgore      | 0-1       | San Giovanni | Montecchio, 3 maggio 2025 |
| San Giovanni | 1-1       | Folgore      | Dogana, 6 maggio 2025     |
|              |           |              |                           |
| La Fiorita   | 2-1       | Faetano      | Montecchio, 4 maggio 2025 |
| Faetano      | 0-2       | La Fiorita   | Dogana, 7 maggio 2025     |
|              |           |              |                           |
| Tre Fiori    | 3-1       | Fiorentino   | Montecchio, 4 maggio 2025 |
| Fiorentino   | 0-2       | Tre Fiori    | Montecchio, 7 maggio 2025 |
|              |           |              |                           |

### Semifinali
|              | Risultati |              | Luogo e data               |
| ------------ | --------- | ------------ | -------------------------- |
| La Fiorita   | 0-0       | Cosmos       | Dogana, 10 maggio 2025     |
| Cosmos       | 0-0       | La Fiorita   | Montecchio, 13 maggio 2025 |
|              |           |              |                            |
| San Giovanni | 1-2       | Tre Fiori    | Montecchio, 10 maggio 2025 |
| Tre Fiori    | 1-1       | San Giovanni | Dogana, 13 maggio 2025     |
|              |           |              |                            |

### Finale 4º-5º posto
|        | Risultati |              | Luogo e data           |
| ------ | --------- | ------------ | ---------------------- |
| Cosmos | 4-2       | San Giovanni | Dogana, 17 maggio 2025 |

### Finale 2º-3º posto
|            | Risultati |           | Luogo e data               |
| ---------- | --------- | --------- | -------------------------- |
| La Fiorita | 1-0       | Tre Fiori | Serravalle, 17 maggio 2025 |

## Verdetti
Virtus campione di San Marino 2024-2025 e qualificata al primo turno di qualificazione di UEFA Champions League 2025-2026.
 La Fiorita e Tre Fiori qualificate al primo turno di qualificazione di UEFA Conference League 2025-2026.

### Individuali

#### MVP del mese
Di seguito i vincitori.
| Mese      | Giocatore         | Squadra   |
| --------- | ----------------- | --------- |
| Settembre | Matteo Prandelli  | Tre Fiori |
| Ottobre   | Gennaro Del Prete | Libertas  |

#### MVC del mese
Di seguito i vincitori.
| Mese      | Allenatore         | Squadra  |
| --------- | ------------------ | -------- |
| Settembre | Sergio Grassi      | Murata   |
| Ottobre   | Floriano Sperindio | Libertas |